# Ana Konjuh
Ana Konjuh (Dubrovnik, 27 de Dezembro de 1997) é uma tenista profissional croata, tem como melhor posicionamento da WTA de N. 87 em simples.

## Carreira
Com 14 anos foi vice-campeã juvenil de duplas de Wimbledon. Já aos 15 anos foi campeã juvenil de simples do Aberto da Austrália e do US Open. Também com a idade de 15 anos foi campeã juvenil de duplas do Aberto da Austrália.
No final da temporada de 2014, com apenas 17 anos, já aparecia no top 100 da WTA, impulsionada pela terceira rodada de Wimbledon, onde furou o qualificatório, a semifinal do WTA de Istambul e as quartas de final 
em Osaka e Limoges.
Em junho de 2015, aos 17 anos, Ana Konjuh virou diante da romena Monica Niculescu, com parciais de 1/6, 6/4 e 6/2, e conquistou o título do WTA de Nottingham.

## WTA finais

### Simples (1–0)
| Legenda                             |
| ----------------------------------- |
| Grand Slam (0–0)                    |
| WTA Tour Championships (0–0)        |
| Premier Mandatory & Premier 5 (0–0) |
| Premier (0–0)                       |
| International (1–0)                 |

| Finais por Piso |
| --------------- |
| Duro (0–0)      |
| Saibro (0–0)    |
| Grama (1–0)     |
| Carpete (0–0)   |

| Resultado | N. | Data          | Torneio                                    | Piso  | Oponente         | Placar        |
| --------- | -- | ------------- | ------------------------------------------ | ----- | ---------------- | ------------- |
| Campeã    | 1. | 15 Junho 2015 | WTA de Nottingham, Nottingham, Reino Unido | Grama | Monica Niculescu | 1–6, 6–4, 6–2 |

## Junior Grand Slam finais

### Simples
| Posição | Ano  | Campeonato          | Piso | Oponente             | Placar             |
| ------- | ---- | ------------------- | ---- | -------------------- | ------------------ |
| Campeã  | 2013 | Aberto da Austrália | Duro | Kateřina Siniaková   | 6–3, 6–4           |
| Campeã  | 2013 | US Open             | Duro | Tornado Alicia Black | 3–6, 6–4, 7–6(8–6) |

### Duplas
| Posição | Ano  | Campeonato          | Piso  | Parceira       | Oponentes                                | Placar           |
| ------- | ---- | ------------------- | ----- | -------------- | ---------------------------------------- | ---------------- |
| Vice    | 2012 | Wimbledon           | Grama | Belinda Bencic | Eugenie Bouchard Taylor Townsend         | 4–6, 3–6         |
| Campeã  | 2013 | Aberto da Austrália | Duro  | Carol Zhao     | Oleksandra Korashvili Barbora Krejčíková | 5–7, 6–4, [10–7] |